# Fronhof (Mellrichstadt)
Der Fronhof (später Salzhaus) ist ein Baudenkmal in Mellrichstadt. Seit 1983 ist dort das Heimatmuseum Salzhaus untergebracht.

## Gebäudegeschichte

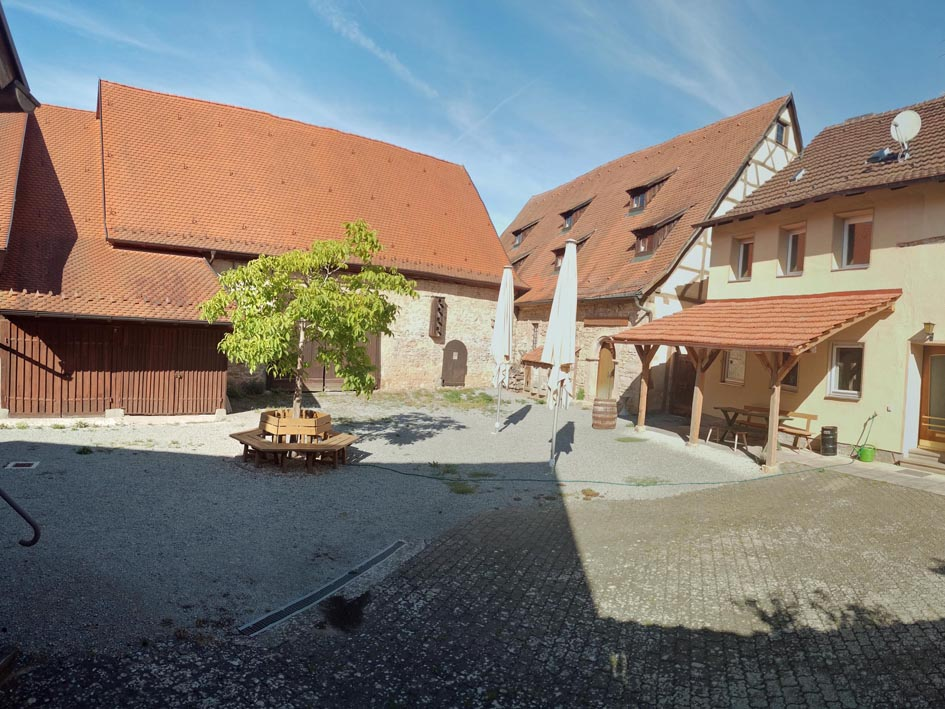
Innenbereich des Fronhofs

Der Fronhof ist ein Bestandteil der frühen Stadtentwicklung von Mellrichstadt. Er befindet sich am südlichen Ende der Altstadt, direkt an der „Fronhof“-Gasse im Stadtquartier Brügel. Die Gründung des Fronhofs wird vor dem Jahr 1200 vermutet. Ab 1360 wurde er erstmals erwähnt. Er war ein Wirtschaftshof und auch zeitweise Bischofswohnhaus der Würzburger Bischöfe. Noch heute sind unterschiedliche Keller und Speichergebäude erkennbar, die zu den ältesten Bauwerken Mellrichstadts gehören. Die umliegenden Bauern hatten hier ihren Zehnt abzuliefern (Fron).
1496 brannte der Fronhof ab und wurde neu errichtet. Fürstbischof Julius Echter verkaufte 1579 den Fronhof an den aus Reyersbach stammenden Hans Kleiner. 1822 wurde hier das Salzdepot für den Bezirk Mellrichstadt eingerichtet, worauf die Benennung des Gebäudes als Salzhaus zurückgeht. Seit 1983 wird das Gebäude als Heimatmuseum genutzt.

## Heimatmuseum Salzhaus
Das Heimatmuseum wurde im Jahr 1983 eröffnet. Der Volksschullehrer Rudolf Mauder leitete das Museum von 1983 bis 2023 und zeichnete sich für den Aufbau und die Gestaltung der Ausstellung aus. Seit 2023 wird das Museum von Tobias Bachmann geleitet.
Die Ausstellung erstreckt sich über drei Stockwerke und behandelt das ortsansässige Handwerk sowie die Bereiche ländliche Wohn- und Lebenskultur. Zwei Scheunen im Innenhof ergänzen das Angebot, in denen die Landwirtschaft ein musealer Schwerpunkt ist.